# Snježana Pejčić
Pour les articles homonymes, voir Pejčić.
Snježana Pejčić (née le 13 juillet 1982 à Rijeka) est une tireuse croate. Elle a connu son plus grand succès lors des Jeux olympiques d'été de 2008 où elle a obtenu une médaille de bronze au tir à la carabine à air comprimé 10 mètres.
Elle est devenue championne d'Europe en 2009 dans la même épreuve. Au niveau mondial, elle a gagné une manche de Coupe du monde à Sydney en 2011.